# Martin de Charmois
Martin de Charmois (mort le 28 novembre 1661) est un peintre et conseiller d’État français.
Martin de Charmois naît au Mans en 1605 ou 1606 et y meurt le 28 novembre 1661 ; il est enterré dans l’église des Cordeliers. Il est le fils de Martin de Charmois, prévôt du maréchal de Lavardin.
Il voyage à Rome comme secrétaire de l'ambassadeur, le maréchal de Schomberg, s'y lie d’amitié avec Poussin et Stella et s'y forme à la peinture et à la sculpture. A son retour en France, il suit Charles de Schomberg, gouverneur du Languedoc, s'installe à Carcassonne et y constitue une importante collection de peintures.

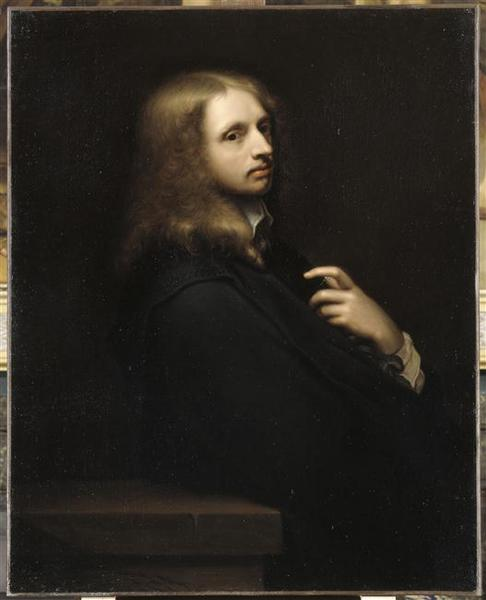
Martin de Charmois.

Venu à Paris, toujours dans la suite de Charles de Schomberg, en 1648, il est l'auteur de la requête au Conseil de régence de Louis XIV qui mène à la création de l’Académie royale de peinture et de sculpture,. Il est ainsi le porte-parole des artistes contre les corporations. Il affirme notamment qu' « il fallait interdire aux membres de la corporation de portraiturer le roi », et il met en avant le caractère intellectuel et la formation scientifique et littéraire des artistes,.
L’Académie se rencontre pour la première fois dans sa résidence. Il la dirige de 1648 à 1655, quand, gravement malade, il remet sa démission. Il semble s’être rapidement brouillé avec Le Brun et Testelin.
À sa mort, on trouve chez lui une grande quantité de tableaux et de sculptures, la plupart de sa main.